# Giải tích biến phân
Trong toán học, giải tích biến phân là một ngành nghiên cứu các bài toán tối ưu và những vấn đề có liên quan. Giải tích biến phân tổng hợp và mở rộng các phương pháp trong tối ưu lồi và các phép tính biến phân cổ điển.

## Lịch sử
Ngành nghiên cứu này có một lịch sử dài trong toán học, tuy nhiên, từ "giải tích biến phân" được sử dụng lần đầu tiên trong cuốn sách cùng tên của Rockafellar và Wets.
Năm 1963, để khảo sát các bài toán tối ưu lồi không khả vi, Rockafellar đã giới thiệu khái niệm dưới-vi-phân cho các hàm lồi. Đây là khái niệm dưới vi phân đầu tiên trong giải tích biến phân.